# گئورگ گردزلیان
گئورگ پارسادانی گردزلیان (ارمنی: Գևորգ Փարսադանի Գրձելյան؛  زادهٔ ۵ ژانویهٔ ۱۸۸۴ - درگذشته ۳۱ اوت ۱۹۷۷) یک برزشناس، کشاورز و استاد اهل ارمنستان بود.

## زندگی‌نامه
در ۱۷ ژانویه [سبک قدیمی: ۵ ژانویه] ۱۸۸۴ در سورامی به دنیا آمد و از مدرسه عالی کشاورزی مون‌پلیه (۱۹۱۰) فارغ‌التحصیل شد. وی در دانشگاه دولتی ایروان فعالیت می‌کرد.  وی همچنین برنده دانشمند شایسته ارمنستان شوروی شده است. وی در ۳۱ اوت ۱۹۷۷ در سن ۹۳ سالگی در ایروان درگذشت.

## یادداشت
1. ↑  դոցենտ
2. ↑  Մոնպելյեի բարձրագույն գյուղատնտեսական դպրոց
3. ↑  գյուղատնտես